# Герб Віли-Велі-де-Родана
Ге́рб Ві́ли-Ве́лі-де-Рода́на — офіційний символ містечка Віла-Веля-де-Родан, Португалія. Використовується як територіальний герб. У срібному щиті розташовані хрестом п'ять червоних веж із чорними вікнами і брамами. Щит увінчує срібна мурована містечкова корона з чотирма вежами.  Під щитом біла стрічка, на якій великими літерами напис португальською: «Vila Velha de Ródão» (Віла-Веля-де-Родан).  Офіційно затверджений 4 листопада 1985 року.  

## Галерея

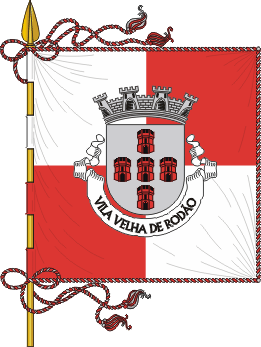
Прапор